# Serpusiacris alticola
Serpusiacris alticola är en insektsart som beskrevs av Marius Descamps och Wintrebert 1967. Serpusiacris alticola ingår i släktet Serpusiacris och familjen gräshoppor. Inga underarter finns listade i Catalogue of Life.